# Universitatea de Stat din Transnistria
Universitatea de Stat din Transnistria „Taras Șevcenko” este cea mai mare instituție de învățământ superior din regiunea transnistreană a Republicii Moldova.

## Istorie
În 1930, în baza tehnicumului pedagogic din Moldova a fost creat Institutul de educația poporului în Tiraspol, care în 1933 a fost re-inaugurat ca Institutul pedagogic din Moldova. Numele Taras Șevcenko a fost dat mai târziu, în anul 1939, anul aniversării a 125-a a zilei de naștere a poetului. În timpul celui de-al doilea război mondial, institutul s-a refugiat în orașul Buguruslan din regiunea Orenburg, Rusia. În 1951 a fost re-creat Institutul pedagogic de stat din Tiraspol „Taras Șevcenko”.
În 1990, conform deciziei Consiliului Suprem Temporar al RMSST, a fost creată Universitatea corporativă de stat, cu scopul de a furniza Transnistriei cadre specializate. La 25 iunie 1992, a fost luată decizia de a comasa Universitatea pedagogică din Tiraspol „Taras Șevcenko” cu Universitatea corporativă de stat din Tiraspol și de a crea în rezultat Universitatea corporativă de stat „Taras Șevcenko”. În 1992 aceasta a devenit membră a Asociației de instituții de învățământ superior din Rusia. Printre fondatorii universității s-au numărat filologul Valeriu Senic și juristul Vasile Iacovlev, care a devenit primul rector al universității după autoproclamarea Transnistriei independente.
În 1997 din cauza schimbării statutului a fost redenumit în Universitatea de Stat din Transnistria „Taras Șevcenko”. Sprijinită activ de Universitatea de Stat din Moscova, în 1999 Universitatea de Stat din Transnistria devine membru cu drepturi depline al Asociației de universități clasice din Eurasia.

## Structura
Universitatea constă din 9 facultăți:
- agricultură și tehnologie;
- medicină;
- artă și arhitectură;
- pedagogie și psihologie;
- educație fizică și sport;
- fizică și matematică;
- economie;
- natură și geografie.

Universitatea mai are două filiale în Tighina și Rîbnița, Institutul de istorie, stat și drept, Institutul de limbă și literatură, Institutul de inginerie și tehnică cu colegiul tehnic „Iuri Gagarin”.

## Galerie

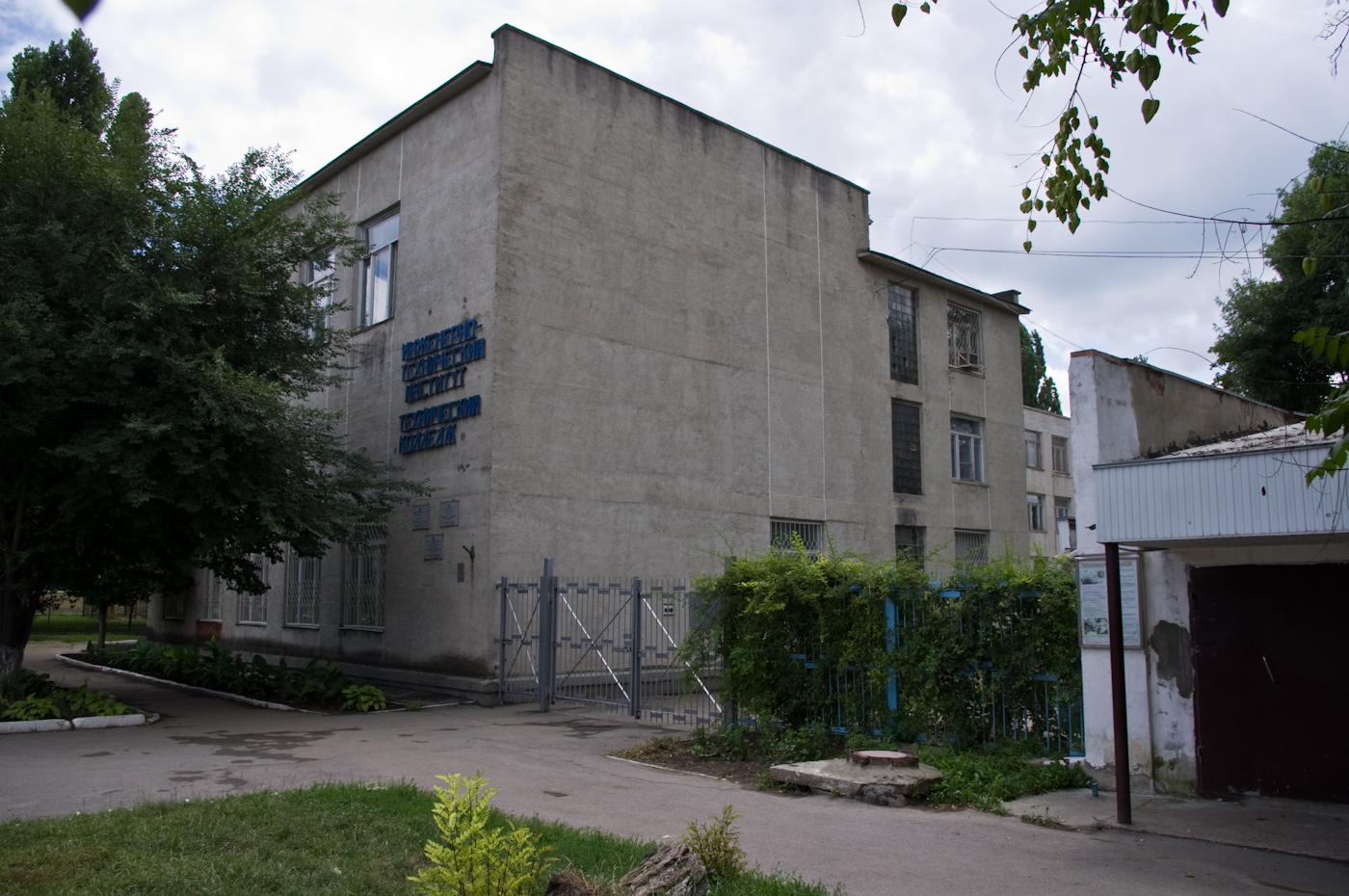
Facultatea de Inginerie
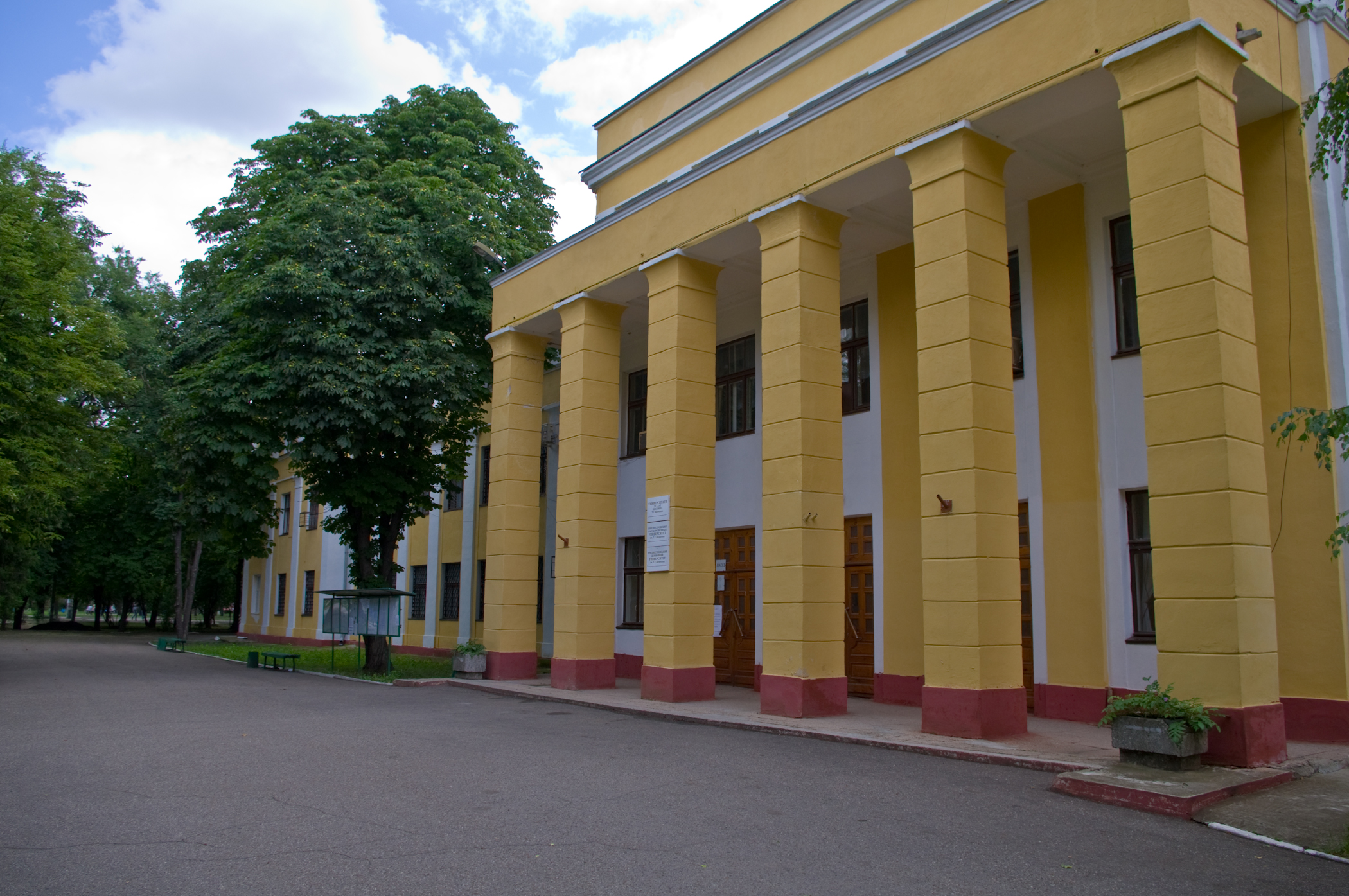
Sediul universității